# Noefefanbrücke
Die Noefefanbrücke (portugiesisch und tetum Ponte Noefefan) ist eine zweispurige Straßenbrücke in der osttimoresischen Exklave Oe-Cusse Ambeno (Suco Lifau, Verwaltungsamt Pante Macassar).
Die Brücke befindet sich weniger als 500 Meter entfernt von der Mündung des Tonos, dem größten Fluss von Oe-Cusse Ambeno. Direkt am nordöstlichen Ufer liegt das Dorf Kolam Cina, der Ort Lifau befindet sich etwas weiter südwestlich. In der Trockenzeit vertrocknet, führt der Tono in der Regenzeit von November bis April so viel Wasser, dass er ohne Brücke nicht zu überwinden ist. Der Personen- und Warenverkehr in die westlichen Gebiete von Oe-Cusse Ambeno von der Gemeindehauptstadt Pante Macassar aus war dadurch in dieser Zeit über den Landweg nicht möglich, bis die Brücke nach zwei Jahren Bauzeit am 10. Juni 2017 eingeweiht wurde. Sie ist 360 Meter lang, 20 Meter hoch und verfügt über drei Bögen. Die Baukosten betrugen 17,5 Millionen US-Dollar.